# 杰弗里·霍姆斯
杰弗里·霍姆斯（英語：Geoffrey Holmes，1894年2月19日—1964年5月7日），英国男子冰球运动员，场上位置是前锋。他曾代表英国国家队参加1924年冬季奥林匹克运动会冰球比赛，获得一枚铜牌。